# أكسيد القصدير الرباعي
أكسيد القصدير الرباعي (أو ثنائي أكسيد القصدير أو ثاني أكسيد القصدير) هو مركب كيميائي له الصيغة SnO2 ويكون على شكل مسحوق أبيض إلى رمادي اللون.
يعد هذا المركب من أحد أكاسيد القصدير، ويسمى الشكل المعدني منه كاسيتريت، والذي يمثل الخامة الرئيسية للقصدير.

## التحضير
يحضر المركب مخبرياً من تفاعل احتراق القصدير بأكسجين الهواء؛ أو من تفاعل كلوريد القصدير الرباعي مع بخار الماء عند درجات حرارة مرتفعة.
كما يمكن أن يتم تفاعل التحضير من أثر حمض الكبريتيك على القصدير ثم بالمعالجة بملح قاعدي من الهيدروكسيدات.

## الخواص

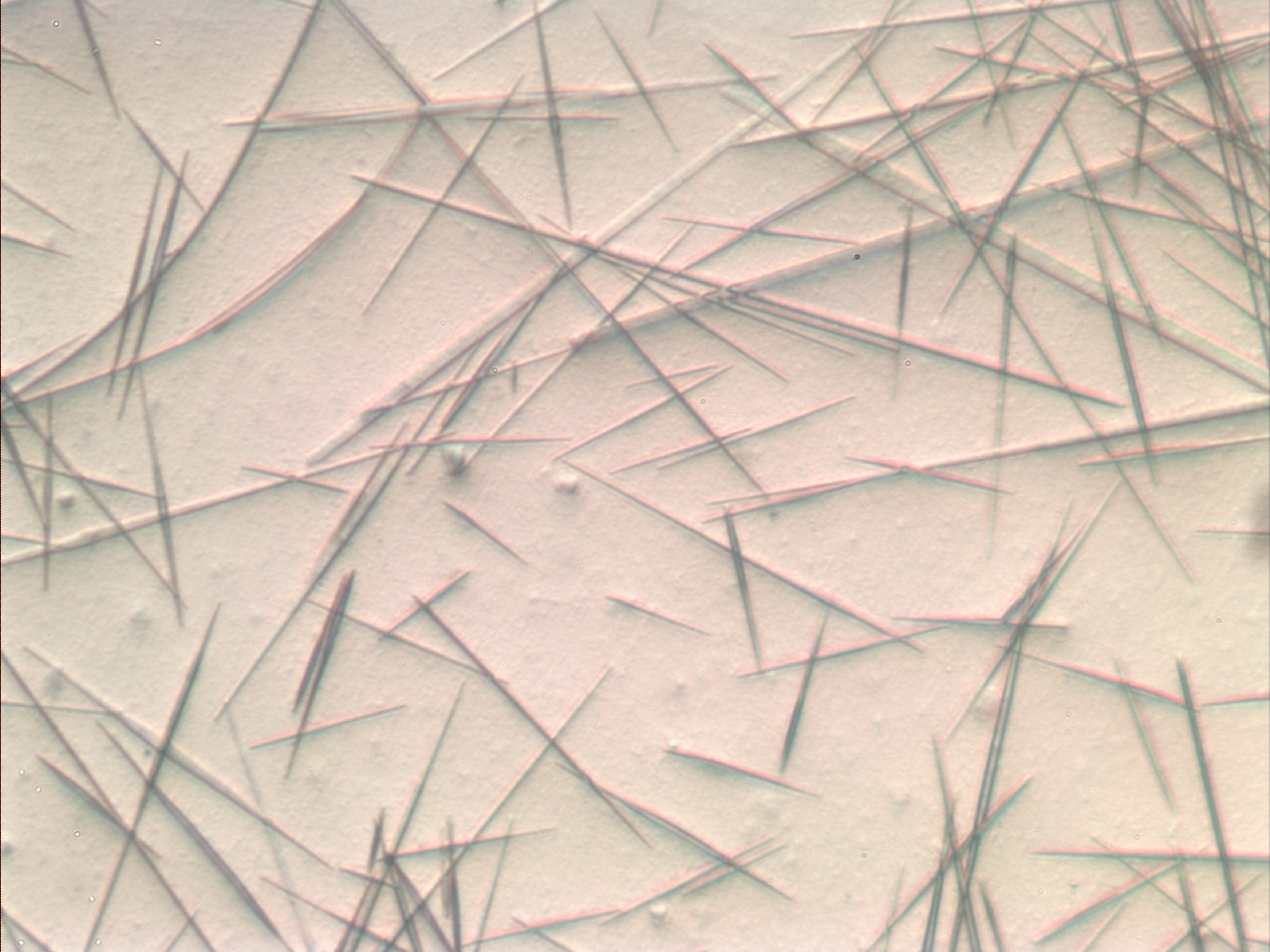
ألياف أكسيد القصدير الرباعي تحت المجهر الضوئي.

يتبلور أكسيد القصدير الرباعي وفق بنية مشابهة لبنية الروتايل، حيث تحيط كل ذرة قصدير ست ذرات أكسجين، وكل ذرة أكسجين تكون محاطة بثلاث ذرات قصدير. غالباً ما يعتبر SnO2 أنه من أشباه الموصلات ذات النمط N والفقيرة بالأكسجين.
لا ينحل أكسيد القصدير الرباعي في الماء، بالمقابل يمكن أن ترتبط جزيئات الماء بالبنية ويسمى الشكل المائي حينئذ من SnO2 باسم حمض القصديريك؛ (أو هيدروكسيد القصدير الرباعي). ينحل أكسيد القصدير الرباعي في الأحماض والقواعد، لذلك يوصف بأن له خواص مذبذبة. فالمركب على سبيل المثال ينحل في الأحماض القوية مثل حمض الهيدروكلوريك وحمض الهيدرويوديك حيث تتشكل أملاح قصديرات سداسي الهالوجين الموافقة.
{\displaystyle \mathrm {SnO_{2}\ +\ 6\ HI\ \longrightarrow \ \ H_{2}[SnI_{6}]\ +\ 2\ H_{2}O} }
بشكل مشابه ينحل أكسيد القصدير الرباعي في حمض الكبريتيك ليعطي أملاح الكبريتات الموافقة:
{\displaystyle \mathrm {SnO_{2}\ +2H_{2}SO_{4}\ \longrightarrow \ Sn(SO_{4})_{2}\ +\ 2\ H_{2}O} }
من جهة أخرى ينحل SnO2 في القواعد القوية ليعطي أملاح القصديرات الموافقة، كما هو الحال عند التفاعل مع هيدروكسيد الصوديوم، حيث يستحصل على ملح قصديرات الصوديوم، الذي له الصيغة Na2SnO3 بالشكل اللامائي، إلا أن الشكل الشائع منه هو اللشكل المائي الذي يكتب على الصيغة Na2[Sn(OH)6]2.

## الاستخدامات
يستخدم أكسيد القصدير الرباعي على هيئة معدن كاسيتريت بشكل أساسي في استحصال القصدير، حيث يختزل صناعياً إلى الفلز باستخدام الكربون في فرن عاكس عند درجات حرارة بين 1200–1300 °C.
كما يستخدم أكسيد القصدير الرباعي أيضاً مع أكسيد الفاناديوم كحفاز في أكسدة المركبات العطرية في اصطناع الأحماض الكربوكسيلية والأنهيدريدات. ويستخدم أكسيد القصدير الرباعي كمتحسس غازي.